# Ebro (folyó)
Az Ebro (katalánul Ebre, latin [Fluvium] (H)iberum vagy (H)iberus, am. „ibér folyó”) folyó az Ibériai-félsziget északi részén, a Pireneusoktól délre. Spanyolország legbővizűbb folyója deltatorkolattal ömlik a Földközi-tengerbe. Hossza 910 km, vízgyűjtő területe 83 093 km², vízhozama 426 m³/s.

## Főbb mellékfolyók

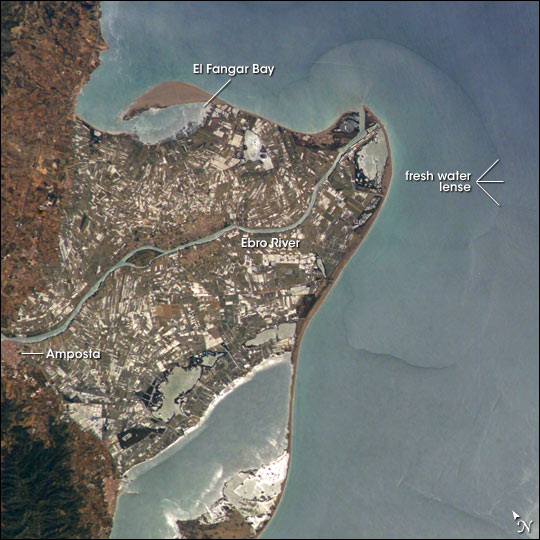
Az Ebro torkolata műholdképen

Legfontosabb, leghosszabb mellékfolyói:
A bal oldalon Aragón, Gállego és Segre, a jobb oldalon: Jalón, Huerva és Guadalope. A Segre Perpignan felől éppen Franciaország oldaláról Lleida közelében éri el az Ebrót, a Jalón pedig Calatayud és Medinaceli irányában az Henares és Madrid felé tart.

## Települések a folyó mentén
Az Ebro a Kantábria autonóm közösségben található Fontibre (latinul Fontes Iberis, „az Ebro forrásai”) nevű falucskából ered Reinosa község közelében. Útvonala során érinti a következő településeket: Miranda de Ebro, Haro, Labastida, Logroño, Calahorra, Alfaro, Tudela, Alagón, Zaragoza, Caspe, Mequinenza, ahol a franciaországi Perpignan felől érkező Segre ömlik bele, Riba-roja d’Ebre, Flix, Ascó, Tortosa, Amposta, Sant Jaume d’Enveja és Deltebre.

## Ebrarira

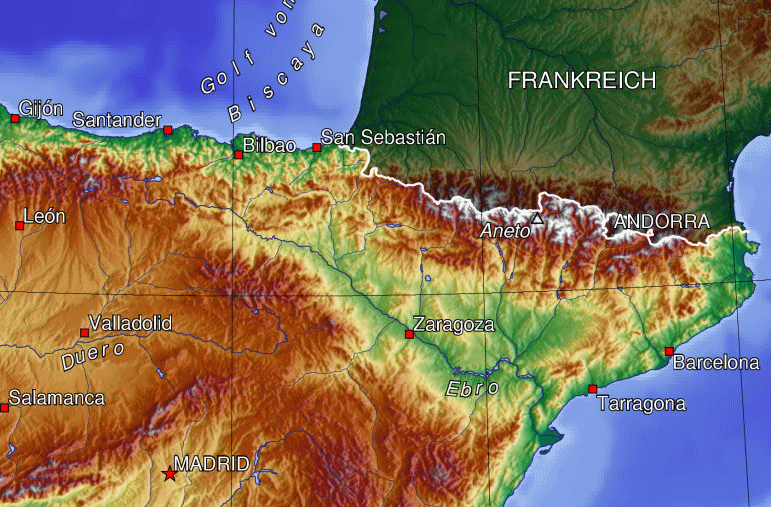
Az Ebro völgyének térképe

Az Ebro völgye a Keleti-Pireneusok, az Ibériai-hegység és a Katalóniai-hegység között elnyúlt háromszögben van. E három hegység közötti terület 7 autonóm közösséget érint, melyet gazdasági egységként is, több internetes kezdeményezés Ebrariának is nevezi. Ezek: Kantábria, Kasztília és León közösségből Kasztília északnyugati része, La Rioja és a baszk nyelvű Baszkföld (autonóm közösség) és Navarra közösségek, Aragón és Katalónia, melyben Tarragonától (a római Tarraconensis provincia székhelye) délre ömlik a tengerbe.
A teljesen Ebraria területén lévő 6 autonóm közösség többnyelvű, 4 hivatalosan is: Baszkföldön és Navarrában a baszk nyelv, Aragóniában az aragonéz, illetve itt és Katalóniában a katalán, utóbbiban pedig még az okcitán is hivatalos.
Gazdasági egységként Ebraria leginkább borkereskedelméről ismert és elismert.